# (13513) Manila
(13513) Manila est un astéroïde de la ceinture principale.

## Description
(13513) Manila est un astéroïde de la ceinture principale. Il fut découvert le 2 mars 1990 à La Silla par Eric Walter Elst. Il présente une orbite caractérisée par un demi-grand axe de 2,24 UA, une excentricité de 0,10 et une inclinaison de 5,7° par rapport à l'écliptique.

## Compléments